# Behnia
Behnia és un gènere de plantes que pertanyen a la família de les agavàcies. Conté una única espècie: Behnia reticulata Durand i Schinz.

## Sinonímia
- Dictyopsis Harv. ex Hook.f. (1867), nom. superfl.
- Hylonome Webb i Berthel. (1846).[1]